# HBTU
HBTU (2-(1H-Benzotriazol-1-yl)-1,1,3,3-tetramethyluronium-hexafluorophosphat) ist ein Kupplungsreagenz, welches in der Peptidsynthese zur Erzeugung von Peptiden verwendet wird.
Die Kupplung von aktivierten Aminosäuren mit Peptiden unter Verwendung von HBTU als Hilfreagenz verläuft racemisierungsarm. HBTU ist ein vergleichsweise mildes Kupplungsreagenz. Alternative Kupplungsreagenzien sind z. B. HATU, HCTU, TBTU, COMU, TOMBU und COMBU.
HBTU kann in zwei Formen vorliegen, als Uroniumsalz (O-Form) oder als das bevorzugte, aber weniger reaktive Iminiumsalz (N-Form):

HBTU (N-Form)

Die Verbindung ist thermisch instabil und kann sich stark exotherm zersetzen. Eine DSC-Messung zeigt ab 173 °C eine Zersetzungsreaktion mit einer Reaktionsenthalpie von −1032 J·g−1 bzw. −391 kJ·mol−1.